# Bulgarische Fußballmeisterschaft 1935
Die Bulgarische Fußballmeisterschaft 1935 war die elfte Spielzeit der höchsten bulgarischen Fußballspielklasse. Die Gewinner der dreizehn regionalen Bezirke ermittelten den Meister im Pokalmodus.

## Teilnehmer
| - Botew Pasardschik - DFV Kasanlak - Lewski Burgas - Knjaginja Maria Luisa Lom - Lewski Gorna Orjachowiza - Napredak Russe - Orel-Tschegan 30 Wraza | - Panajot Wolow Schumen - Pobeda 26 Plewen - Slawa Jambol - Sportklub Sofia - Strumska Slava Radomir - Titscha Warna |

## 1. Runde
Ein Freilos erhielten: Titscha Warna, Botew Pasardschik und Lewski Burgas.
|                           | Ergebnis  |                        |
| ------------------------- | --------- | ---------------------- |
| Strumska Slava Radomir    | 0:1       | Orel-Tschegan 30 Wraza |
| Pobeda 26 Plewen          | 3:2       | Slawa Jambol           |
| Lewski Gorna Orjachowiza  | 0:6       | Panajot Wolow Schumen  |
| Knjaginja Maria Luisa Lom | 1:1 n. V. | Sportklub Sofia        |
| Napredak Russe            | 3:3 n. V. | DFV Kasanlak           |

### Entscheidungsspiele
|                           | Ergebnis |                 |
| ------------------------- | -------- | --------------- |
| Knjaginja Maria Luisa Lom | 1 0:3 1  | Sportklub Sofia |
| Napredak Russe            | 2:0      | DFV Kasanlak    |

## Viertelfinale
|                       | Ergebnis |                        |
| --------------------- | -------- | ---------------------- |
| Sportklub Sofia       | 2:1      | Orel-Tschegan 30 Wraza |
| Botew Pasardschik     | 7:1      | Pobeda 26 Plewen       |
| Lewski Burgas         | 0:3      | Titscha Warna          |
| Panajot Wolow Schumen | 3:2      | Napredak Russe         |

## Halbfinale
|                 | Ergebnis |                       |
| --------------- | -------- | --------------------- |
| Sportklub Sofia | 1:0      | Panajot Wolow Schumen |
| Titscha Warna   | 7:0      | Botew Pasardschik     |

## Finale
| Datum      |                 | Ergebnis |               |
| ---------- | --------------- | -------- | ------------- |
| 03.10.1935 | Sportklub Sofia | 4:0      | Titscha Warna |